# Емих (кръстоносец)
Емихо (на немски: Emicho, Emicho der Kreuzfahrer; * вер. сл. 1050, Флонхайм, Рейнхесен, Рейнланд-Пфалц; † вер. през ранния 12 век) е немски граф през Средновековието и от 1096 г. един от водещите кръстоносци от Германския кръстоносен поход.

## Биография
Той произлиза от франскския род Емихони. Вероятно е идентичен с Наегау граф Емихо VI (1076 – 1123), баща на първия вилдграф Емих I (1103 – 1135) и на първия граф на Велденц Герлах I (1112 – 1146), също дядо на Емих II фон Лайнинген († пр. 1138), който се смята за прародител на графския род Лайнинген.
Исус Христос или ангел му се явяват и му казват да участва в кръстоносния поход, прокламиран от папа Урбан II, и му се обещава императорската корона. Неговият духовен баща е Пиер Отшелника.
През април 1096 г. Емихо събира войска на територията на Среден Рейн. От Югозападна Германия войската на Емихо тръгва през лятото 1096 г. покрай Дунав. Понеже нямат пари кръстоносците започват да грабят след границата с Унгария и много от тях са убити от населението. През октомври 1096 г. войската му се разпада. Емихо се връща в къщи. Там има угризения, че не е изпълнил клетвата си да отиде в Йерусалим.